# Embalse de Sossís
El embalse de Sossís es una pequeña infraestructura hidráulica española del río Noguera Pallaresa, formado por una presa situada en el municipio de Conca de Dalt, cerca del pueblo de Sossís, en la comarca del Pallars Jussá, provincia de Lérida, Cataluña.
La presa fue construida por la sociedad Riegos y Fuerza del Ebro en 1912, y es el origen del canal de derivación de Sossís que lleva el agua a la central hidroléctrica de Sossís. Este conjunto de obras fueron las primeras construcciones hechas de cara al aprovechamiento de las aguas del Noguera Pallaresa por parte de Riegos y Fuerza del Ebro. Su función era suministrar energía a las obras del embalse de San Antonio.